# Thalaina australiaria
Thalaina australiaria är en fjärilsart som beskrevs av Herrich-Schäffer 1855. Thalaina australiaria ingår i släktet Thalaina och familjen mätare. Inga underarter finns listade i Catalogue of Life.